# Balja (kärl)
En balja är ett större, men fortfarande manuellt flyttbart, lågt, öppet kärl avsett för tvätt, bad eller disk. Ordet kommer av franskans baille.  Användningsområdena för baljor överlappar ofta varandra.
Baljor tillverkades innan industrialismen främst som laggkärl. Senare blev baljor av förzinkad stålplåt (zinkbaljor) och koppar vanliga. Nutida baljor tillverkas ofta i plast. 
Tvättbaljan hörde till hushållens standardutrustning innan tvättmaskinen blev vanlig. En tvättbalja var oftast rund till formen och användes tillsammans med en tvättbräda. I enklare hushåll gjorde tvättbaljan även tjänst som badbalja för barn. En sådan är ofta något oval till formen. Nutida badbaljor för barn är vanligen av plast. Innan dusch och badrum blev vanligt i hemmen använde även vuxna badbaljor. Se även badtunna.  
En diskbalja är något mindre till formatet än de båda ovannämnda typerna. Diskbaljan är för det mesta oval eller rektangulär till formen. De rektangulära diskbaljorna är avsedda att passa i diskhon. 

## Rymdmåttetbalja
Baljan var från början ett lågt, ovalt laggkärl med två handtag. Volymen varierade mellan 50 och 100 liter, någon gång upp till 150 liter.

## Bilder

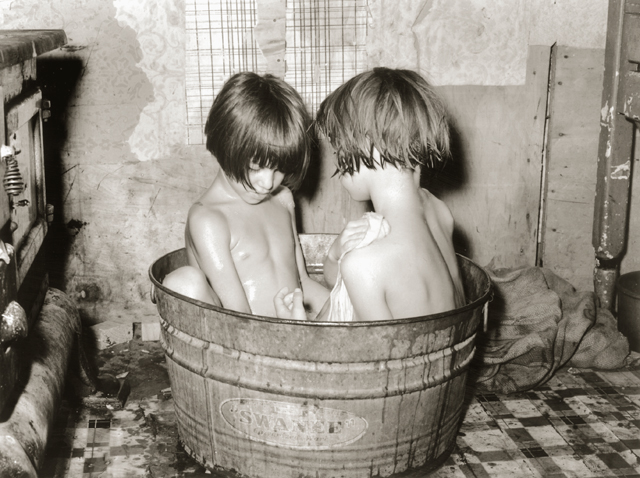
Barn som badar i en plåtbalja.
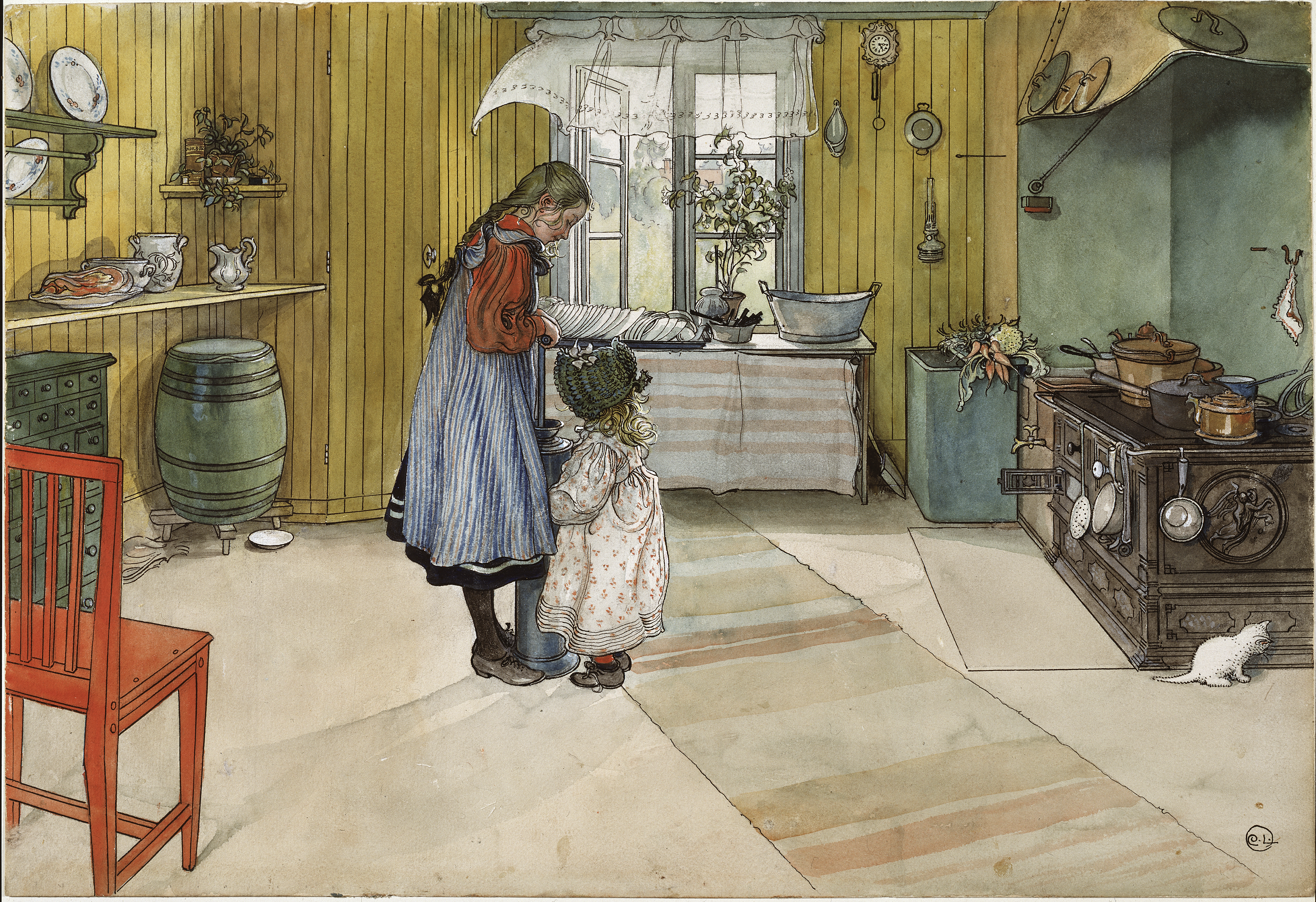
Köket av Carl Larsson (1898). På fönsterbänken står en förzinkad diskbalja.
Oval sittbalja av pressad zinkplåt från 1800-talet.
Badbalja av zink från 1800-talet. Skoklosters slott.